# Eupithecia ochrosoma
Eupithecia ochrosoma är en fjärilsart som beskrevs av W. Warren 1904. Eupithecia ochrosoma ingår i släktet Eupithecia och familjen mätare. Inga underarter finns listade i Catalogue of Life.